# Argivai
Argivai is een plaats (freguesia) in de Portugese gemeente Póvoa de Varzim en telt 2187 inwoners (2001).